# Mesochorus aranealis
Mesochorus aranealis là một loài tò vò trong họ Ichneumonidae.